# Nieuport 12
Die  Nieuport 12 war ein 1915 von der Firma Societé Anonyme des Établissements Nieuport entwickeltes französisches zweisitziges Jagdflugzeug, das im Ersten Weltkrieg eingesetzt wurde.

## Entwicklung
Die Nieuport 12 war eine vergrößerte und verstärkte Version der ihr sehr ähnlichen Nieuport 10AR aus dem Jahr 1914, bei der der Platz des Beobachters bereits hinter dem des Piloten angebracht worden war („AR“ = „arrière“/hinten gegenüber der früheren Version „AV“ = „avant“/vorn). Da Mitte 1915 die verbliebenen Nie. 10 angesichts der Bedrohung durch die deutschen Fokker-Jagdflugzeuge überwiegend zu behelfsmäßigen Jagdeinsitzern umgebaut worden waren, bestand der Bedarf nach einem stärker bewaffneten Zweisitzer, der die Nie. 10 als Aufklärer ablösen konnte.
Die Nie. 12 erhielt ein transparentes Flügelmittelstück, bis zur Flügelspitze reichende Querruder und nach außen geneigte Flügelstreben. Als Motor wurde ein Le-Rhône-9J-Umlaufmotor mit 110 PS (82 kW) oder ein Clerget-Motor mit 100–130 PS (82–97 kW) verwendet; mit dem stärkeren 130-PS-Clerget-Sternmotor versehene Maschinen wurden als Nieuport 12bis bezeichnet. Sie wurde mit einem beweglichen MG für den Beobachter und einem starr auf der oberen Tragfläche über den Propeller hinaus nach vorn schießenden MG für den Piloten bewaffnet.
Um die britischen Luftstreitkräfte auszurüsten, wurden 50 Stück in Lizenz von der Firma Beardmore in England hergestellt, die ihre Nieuports mit einem synchronisierten Vickers-MG für den Piloten und einer beweglichen Scarff-Lafette für das MG in der Beobachterkanzel ausrüstete und im Laufe der Fertigung mehrere Modifikationen vornahm.

## Einsatz

### Einsatzländer
- Argentinien (Marinefliegertruppe)
- Belgien (Aviation Militaire Belge)
- Chile (ein Flugzeug)
- Frankreich (Aéronautique Militaire)
- Estland (Luftwaffe)
- Griechenland (königliche Marine)
- Japan (Heeresfliegertruppe mit 40 aus Frankreich importierten Nieuport 81E.2 und 57 von Mitsubishi in Lizenz gefertigten Flugzeugen)
- Polen (Luftwaffe)
- Portugal (Luftwaffe)
- Rumänien (königliches Fliegerkorps)
- Russland (kaiserlich-russische Fliegertruppe, Luftflotte der Arbeiter- und Bauernmacht)
- Serbien
- Siam (königliche Luftwaffe, ein Flugzeug)
- Großbritannien
  - Royal Flying Corps
    - No. 45 Squadron RFC
    - No. 46 Squadron RFC
    - No. 65 Squadron RFC
    - No. 84 Squadron RFC

  - Royal Naval Air Service
    - No. 7 Squadron RNAS
    - No. 10 Squadron RNAS
- USA (American Expeditionary Force), darunter
  - 147 Nie.80E.2
  - 173 Nie.81D.2
  - 244 Nie.83E.2

Eine Nieuport 12 steht im Canada Aviation and Space Museum in Ottawa, Kanada.

### Versionen
- Nieuport 12A.2: Zweisitziges Aufklärungsflugzeug mit 110 PS (82 kW) Clerget-9Z- oder 110 PS (82 kW) Umlaufmotor Le Rhône 9J.
- Nieuport 12bis C.2: Leistungsgesteigerte Version mit 130 PS (97 kW) Clerget-9C-Motor und aerodynamisch geformten Fahrgestell
- Nieuport 13: 2 Prototypen mit verlängerter Spannweite aber gleicher Flügelfläche wie das Serienmodell; eine mit 140 PS (100 kW) Hispano-Suiza-Motor, der andere mit 80 PS (60 kW) Le-Rhône-9C-Motor.
- Nieuport 20: Modell mit 110 PS (82 kW) Le-Rhône-9J-Motor; 21 Stück wurden an das Royal Flying Corps geliefert, bis auf den Prototyp identisch mit der Nieuport 12bis.
- Nieuport 80E.2 und Nieuport 81 E.2: In großen Stückzahlen hergestellte unbewaffnete Schulflugzeuge. Die Nieuport 80E.2 besaß eine Doppelsteuerung, die Nieuport 81E.2) nur ein einzelnes Steuer.
- Nieuport 83E.2: zweisitziges Schulflugzeug mit gemeinsamem Cockpit
- Nieuport 12 (Beardmore): Im Laufe der Produktion modifiziertes Grundmodell der Nieuport 12 mit 110 oder 130 PS Clerget-Motor.
- Mitsubishi Ko 1 Trainer: Bezeichnung für 57 in Japan in Lizenz gebaute Nieuport 81E.2
- Trainer Typ 1: In Siam verwendete Bezeichnung für die Nieuport 80E.2
- Sipowicz 1: in Polen hergestelltes Versuchsflugzeug.

Aus der Nieuport 12 wurden zudem die in kleiner Stückzahl produzierten Schulflugzeuge Nieuport 13B mit 80 PS Rhône-Umlaufmotor und die Nieuport 14 mit Hispano-Suiza-Motor (150 oder 175 PS) abgeleitet.

### Die Nieuport 12 im Leistungsvergleich (ca. Frühjahr 1916)
| Name              | Land                   | Motorstärke | max. Geschwindigkeit | Startmasse | Bewaffnung   | Gipfelhöhe |
| ----------------- | ---------------------- | ----------- | -------------------- | ---------- | ------------ | ---------- |
| Nieuport 12       | Frankreich             | 110 PS      | 144 km/h             | 875 kg     | 2 MG         | 4.300 m    |
| Morane-Saulnier P | Frankreich             | 110 PS      | 163 km/h             | 760 kg     | 2 MG, Bomben | 4.800 m    |
| Morane-Saulnier L | Frankreich             | 80 PS       | 123 km/h             | 480 kg     | 1 MG         | 4.700 m    |
| Airco D.H.2       | Vereinigtes Königreich | 100 PS      | 150 km/h             | 654 kg     | 1 MG         | 4.265 m    |
| R.A.F. F.E.2      | Vereinigtes Königreich | 160 PS      | 147 km/h             | 935 kg     | 1–2 MG       | 3.353 m    |
| R.A.F. B.E.2e     | Vereinigtes Königreich | 90 PS       | 145 km/h             | 959 kg     | 2 MG         | 3.500 m    |
| Aviatik C.III     | Deutsches Reich        | 160 PS      | 160 km/h             | 1.340 kg   | 2 MG         | 4.500 m    |
| Fokker E.III      | Deutsches Reich        | 100 PS      | 140 km/h             | 610 kg     | 1 MG         | 3.600 m    |

## Technische Daten

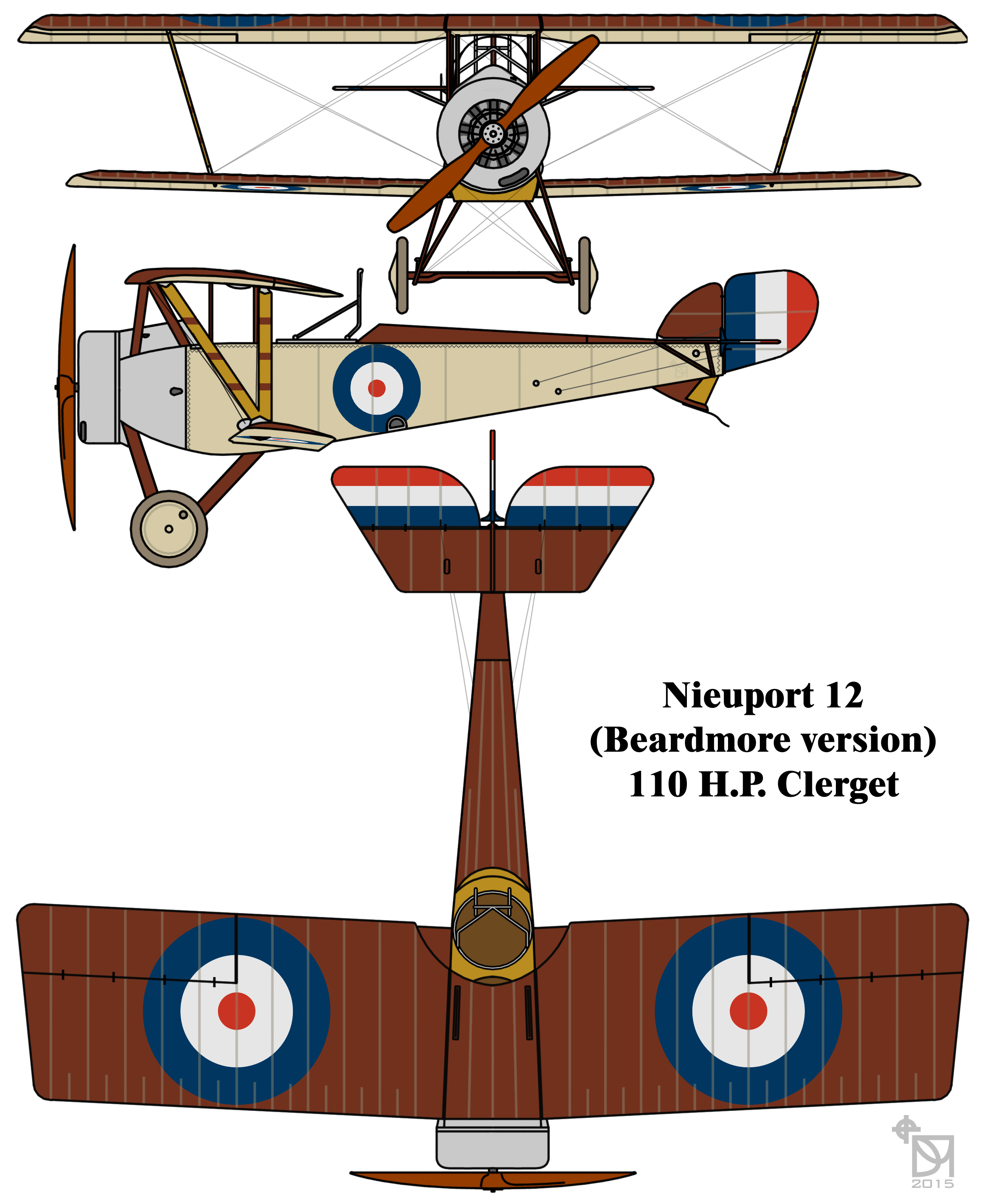
Dreiseitenriss der Nieuport 12 (Beardmore)

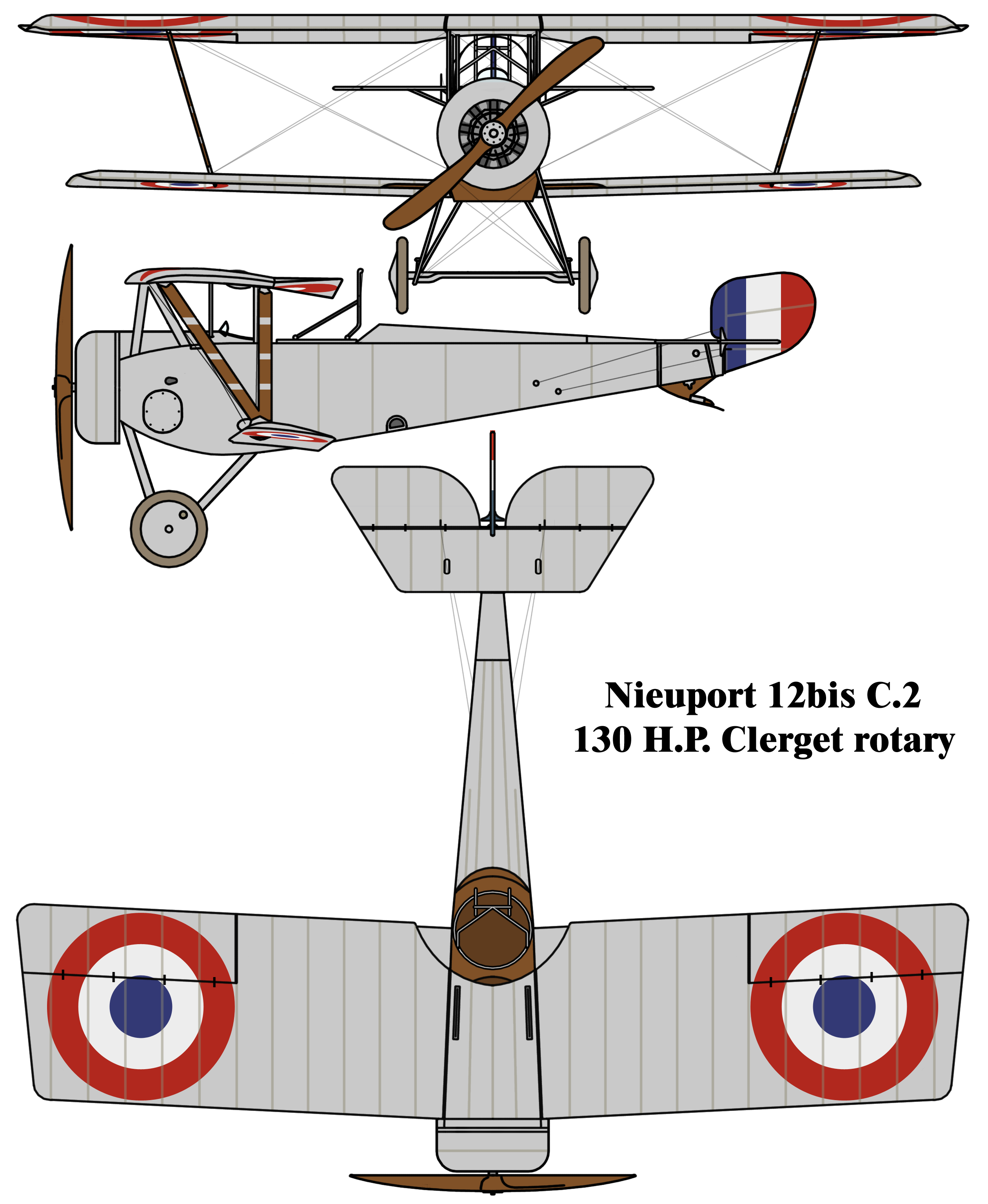
Dreiseitenriss der Nieuport 12bis C.2

| Kenngröße             | Daten                                                                            |
| --------------------- | -------------------------------------------------------------------------------- |
| Besatzung             | 2                                                                                |
| Länge                 | 7,10 m                                                                           |
| Spannweite            | 9,00 m                                                                           |
| Höhe                  | 2,70 m                                                                           |
| Flügelfläche          | 23,00 m²                                                                         |
| Leermasse             | 550 kg                                                                           |
| Startmasse            | 875 kg                                                                           |
| Triebwerk             | ein luftgekühlter Umlaufmotor Clerget 9Z, 110 PS (ca. 80 kW) Startleistung       |
| Flächenbelastung      | 38,00 kp/m²                                                                      |
| Leistungsbelastung    | 8,00 kg/PS                                                                       |
| Höchstgeschwindigkeit | 144 km/h in Bodennähe                                                            |
| Steigzeit             | auf 1000 m: 4:30 min auf 2000 m: 10:30 min auf 3000 m: 20 min auf 4000 m: 35 min |
| Dienstgipfelhöhe      | 4.300 m                                                                          |
| Flugdauer             | 2:30 h                                                                           |
| Bewaffnung            | zwei 7,9 mm Hotchkiss- oder Lewis-MG 7,7 mm (.303 inch)                          |